# Livin' la vida loca
Livin' la vida loca è un singolo del cantante portoricano Ricky Martin, pubblicato il 27 aprile 1999 come primo estratto dal quinto album in studio Ricky Martin.
La canzone è stata composta da Desmond Child e Robi Rosa e ha raggiunto la vetta di moltissime classifiche. Ha ricevuto diverse nomination ai Grammy Awards e ha aiutato Ricky Martin a ottenere un enorme successo negli Stati Uniti. Livin' la Vida Loca è stato il primo suo singolo al numero uno della Billboard Hot 100, rimanendoci per cinque settimane.

## Video musicale
Il video è stato diretto da Wayne Isham e vede la partecipazione della modella italo-croata Nina Morić. Nel 1999 ha ricevuto sei nomination agli MTV Video Music Awards: "video dell'anno", "miglior video maschile", "miglior video pop", "miglior video dance" e "miglior coreografia", vincendo il riconoscimento come "miglior video pop", "miglior video dance" e altri due premi, stabiliti dal pubblico.

## Nei media
Livin' la Vida Loca è stata cantata in duetto da Eddie Murphy e Antonio Banderas, doppiatori rispettivamente di Ciuchino e del Gatto con gli stivali, alla fine del film Shrek 2.

## Tracce
CD Maxi (Europa)
1. Livin' la vida loca – 4:07
2. Livin' la vida loca (Pablo Flores English Club Mix) – 10:04
3. Livin' la vida loca (Scissorhands English Radio Mix) – 3:43
4. Livin' la vida loca (Pablo Flores Spanish Radio Edit) – 4:08

CD Singolo (Europa)
1. Livin' la vida loca (Pablo Flores English Radio Edit) – 4:07
2. Livin' la vida loca (Scissorhands English Radio Mix) – 3:43

CD Singolo (Regno Unito)
1. Livin' la vida loca – 4:03
2. La copa de la vida (Spanglish Version) – 4:35
3. Livin' la vida loca (Joey Musaphia's Deep Vocal Edit) – 6:45

CD Singolo 2 (Regno Unito)
1. Livin' la vida loca – 4:03
2. Livin' la vida loca (Amen Eurostamp Mix) – 7:18
3. Livin' la vida loca (Joey Musaphia's Carnival Mix) – 8:48

## Classifiche

### Classifiche settimanali
| Classifica (1999) | Posizione massima |
| ----------------- | ----------------- |
| Australia         | 4                 |
| Austria           | 7                 |
| Belgio (Fiandre)  | 6                 |
| Belgio (Vallonia) | 6                 |
| Finlandia         | 5                 |
| Francia           | 7                 |
| Germania          | 6                 |
| Irlanda           | 1                 |
| Italia            | 4                 |
| Norvegia          | 2                 |
| Nuova Zelanda     | 1                 |
| Paesi Bassi       | 11                |
| Regno Unito       | 1                 |
| Spagna            | 2                 |
| Stati Uniti       | 1                 |
| Svezia            | 4                 |
| Svizzera          | 3                 |

### Classifiche di fine anno
| Classifica (1999) | Posizione |
| ----------------- | --------- |
| Australia         | 21        |
| Belgio (Fiandre)  | 35        |
| Belgio (Vallonia) | 40        |
| Francia           | 34        |
| Germania          | 51        |
| Nuova Zelanda     | 14        |
| Paesi Bassi       | 52        |
| Svezia            | 12        |
| Svizzera          | 18        |